# Козлов, Виктор Алексеевич
Виктор Алексеевич Козлов  — советский хозяйственный и политический деятель.

## Биография
Родился в 1924 году в Слуцке. Член КПСС.
Участник Великой Отечественной войны: старший писарь штаба 598-го отдельного сапёрного батальона 314-й стрелковой Кингисеппской дивизии.
Окончил Белорусскую сельскохозяйственную академию (1950).
С 1950 года — секретарь Горецкого райкома ЛКСМ Белоруссии, заведующий отделом ЦК ЛКСМБ, 1-й секретарь Бобруйского обкома комсомола, с 1953 года заместитель заведующего отделом ЦК ВЛКСМ.
В 1955—1958 гг. — председатель колхоза «Гигант» Слуцкого района, после занимал должность 1-го секретаря Слуцкого райкома КПБ.
С 1962 года — заместитель председателя Минского облисполкома.
С 1969 года — 1-й заместитель, а с 1972 года — министр сельского хозяйства БССР.
С 1979 по 1990 гг. — председатель Государственного комитета Совета Министров БССР по охране природы.
Избирался депутатом Верховного Совета Белорусской ССР 5-го, 8-11-го созывов. Делегат XXV съезда КПСС.
Умер в 1998 году в Минске.

## Награды
- Орден Ленина
- Орден Октябрьской Революции
- Орден Отечественной войны II степени (06.04.1985)
- Орден Трудового Красного Знамени (дважды)
- Орден Красной Звезды (02.02.1945)
- Орден Знак Почёта